# Nikolay Alekseyevich Voznesensky
Nikolai Alekseevich Voznesensky (tiếng Nga: Никола́й Алексе́евич Вознесе́нский, 1/12 [lịch cũ 18/11] năm 1903 – 1/10/1950) là người giám sát kế hoạch kinh tế Liên Xô ở Ủy ban Kế hoạch Nhà nước trong thời kỳ Chiến tranh Xô-Đức. Là người bảo hộ của Andrei Zhdanov, Voznesensky được bổ nhiệm làm Phó Thủ tướng tháng 5/1940 khi ông 38 tuổi. Ông đã trực tiếp tham gia việc phục hồi sản xuất gắn liền với sự chuyển dịch ngành công nghiệp về phía đông khi cuộc chiến bắt đầu. Tác phẩm của ông là Kinh tế Liên Xô trong Thế chiến II .
Sau khi chiến tranh, ý tưởng của ông về giới hạn và quản lý hoạt dông kinh tế Xô viết mâu thuẫn với quan điểm của Joseph Stalin, và vai trò quan trọng của ông trong việc tái cơ cầu nền kinh tế tại Leningrad trong thời kỳ trước chiến tranh dẫn đến ông bị bắt vì nghi âm mưu trong Sự vụ Leningrad. Trong phiên tòa bí mật, ông bị kết tội phản quốc, bị kết án tử hình và xử tử cùng ngày. Voznesensky được phục hồi danh dự năm 1954.
Ông là bạn thân của Alexei Kosygin và Mikhail Rodionov.

## Tiểu sử
Ông sinh ra ở làng Teploye, huyện Chernsky, tỉnh Tula trong gia đình một thương nhân buôn gỗ. Cha ông là Alexey Dmitrievich Voznesensky, là người kinh doanh tại một xưởng gỗ ở địa phương, mẹ là Lyubov Georgievna. Anh trai của ông là nhà kinh tế học nổi tiếng của Liên Xô Alexander Voznesensky.
Năm 1919-1920, ông làm bí thư Komsomol (Đoàn Thanh niên Cộng sản Lenin) huyện Chernysk. Năm 1920, ông được đề cử vào Ủy ban Komsomol tỉnh Tula, làm trưởng ban Ban kế hoạch và tài chính. Năm 1925, ông trở thành tổng biên tập của tờ báo Công xã Thanh niên Tula (Молодой коммунар).
Năm 1921, ông được gửi đến học tại Đại học Cộng sản mang tên Y.M. Sverdlov, tốt nghiệp năm 1924 và làm việc tại Donbass, Yenakievo và Artyomovsk. Năm 1928, Voznesensky được gửi đến học tại Học viện kinh tế của Viện Giảng dạy đỏ, nơi đào tạo đội ngũ giảng viên. Từ năm 1931, ông đã giảng dạy tại đây. Từ đầu những năm 1930, các tác phẩm của ông về nhiều vấn đề khác nhau, chính sách kinh tế của chính phủ Liên Xô bắt đầu xuất hiện. Năm 1935, ông bảo vệ luận án và được trao bằng Tiến sĩ Kinh tế.
Ông làm việc trong Ban Văn hóa Nga thuộc Ủy ban Kiểm tra Trung ương Đảng Cộng sản Liên Xô. Năm 1934-1939 Thành viên Ủy ban Kiểm soát Nhân dân tại Hội đồng Dân ủy Liên Xô. Kể từ tháng 2 năm 1934 - được ủy quyền Ủy ban Kiểm soát Nhân dân ở vùng Donetsk. Năm 1935-1937, chủ tịch ủy ban kế hoạch thành phố Leningrad và phó chủ tịch ủy ban chấp hành Xô viết thành phố Leningrad.
Vào tháng 11 năm 1937, ông được bổ nhiệm làm phó chủ tịch Ủy ban Kế hoạch Nhà nước (Gosplan) thuộc Hội đồng Dân ủy Liên Xô. Từ ngày 19 tháng 1 năm 1938 đến ngày 10 tháng 3 năm 1941 và từ ngày 8 tháng 12 năm 1942 đến ngày 5 tháng 3 năm 1949, ông là chủ tịch Ủy ban Kế hoạch Nhà nước thuộc Hội đồng Dân ủy Liên Xô.
Kể từ ngày 4 tháng 4 năm 1939, phó chủ tịch, kể từ ngày 10 tháng 3 năm 1941, phó chủ tịch thứ nhất của Hội đồng Dân ủy Liên Xô. Đồng thời 22 tháng 3 năm 1939, ông là ủy viên Trung ương Đảng Cộng sản Liên Xô.
Năm 1938-1950, ông là đại biểu của Xô viết Tối cao Nga Xô cho khu vực bầu cử Yefremov. Trong những năm này, ông đã nhiều lần đến thăm Yefremov, cung cấp hỗ trợ đáng kể trong việc xây dựng và khôi phục thành phố và nhà máy cao su tổng hợp Yefremov sau chiến tranh.
Trong cuộc Chiến tranh Vệ quốc vĩ đại, ông là thành viên của Ủy ban Quốc phòng Nhà nước (GKO) và là thành viên của Ủy ban thuộc Hội đồng Dân ủy Liên Xô về khôi phục nền kinh tế trong các khu vực được giải phóng khỏi sự chiếm đóng của Đức Quốc xã.
Ngay sau chiến tranh, ông được đưa vào Ủy ban đặc biệt thuộc Ủy ban Quốc phòng Nhà nước - để đơn giản hóa việc thay thế kế hoạch. Cuối cùng, ông được giao nhiệm vụ tổ chức Cục số 1 của Ủy ban Kế hoạch Nhà nước, trưởng ban là Nikolai Andreevich Borisov, theo chỉ thị của GKO, người đã được miễn các nhiệm vụ khác trong GKO và Gosplan của Liên Xô.
Năm 1945, N. A. Voznesensky tham gia ủy ban dưới sự lãnh đạo của A.I. Mikoyan (ủy ban gồm Voznesensky, I.G. Kabanov, B.L. Vannikov, A. P. Zavenyagin, N.A. Borisov), ông được giao phó giám sát việc cung cấp nhà máy Noginsk số 12 (nay là Nhà máy chế tạo máy ELEMASH, Elektrostal) với thiết bị để nấu chảy quặng uranium.
Từ ngày 21 tháng 2 năm 1941, ông là ủy viên dự khuyết và từ ngày 26 tháng 2 năm 1947 ông trở thành ủy viên Bộ Chính trị của Ủy ban Trung ương Đảng Cộng sản Liên Xô. Ngày 27 tháng 9 năm 1943 được bầu làm thành viên chính thức của Viện Hàn lâm Khoa học Liên Xô thuộc Khoa Kinh tế và Luật.
Năm 1947, ông xuất bản chuyên khảo "Nền kinh tế quân sự của Liên Xô trong Chiến tranh vệ quốc" mà ông đã được trao giải thưởng Stalin (1948).
Vào tháng 3 năm 1949, liên quan đến sự vụ Leningrad, ông đã bị miễn khỏi tất cả các chức vụ, vào ngày 7 tháng 3, ông bị cách chức Phó Chủ tịch Hội đồng Bộ trưởng Liên Xô và bị cách chức khỏi Bộ Chính trị của Ủy ban Trung ương vào tháng 9 cùng năm. Vào ngày 27 tháng 10 năm 1949, ông bị bắt, vào đêm 30 tháng 9 năm 1950, ông bị kết án như một biện pháp trừng phạt đặc biệt trong vụ án Leningrad. Một giờ sau khi bản án được tuyên ông đã bị bắn. Theo một số nhân chứng, ông đã không bị bắn, nhưng bị đóng băng trên xe chở tù nhân. Ông được phục hồi vào ngày 30 tháng 4 năm 1954. Ủy ban Trung ương Đảng Cộng sản Liên Xô đã xác nhận tư cách thành viên của đảng.

## Huân chương và Huy chương
- Hai Huân chương Lenin (1941; 1944)
- Giải thưởng Stalin